# Euchoeca cichisa
Euchoeca cichisa là một loài bướm đêm trong họ Geometridae.